# Olloki
Olloki en basque ou Olloqui en espagnol, est un village situé dans la commune d'Esteribar dans la Communauté forale de Navarre, en Espagne. Il n'a plus le statut de concejo depuis le 1er décembre 2005.
Ce village est situé dans la zone linguistique bascophone de Navarre.